# Бураков, Александр Иванович

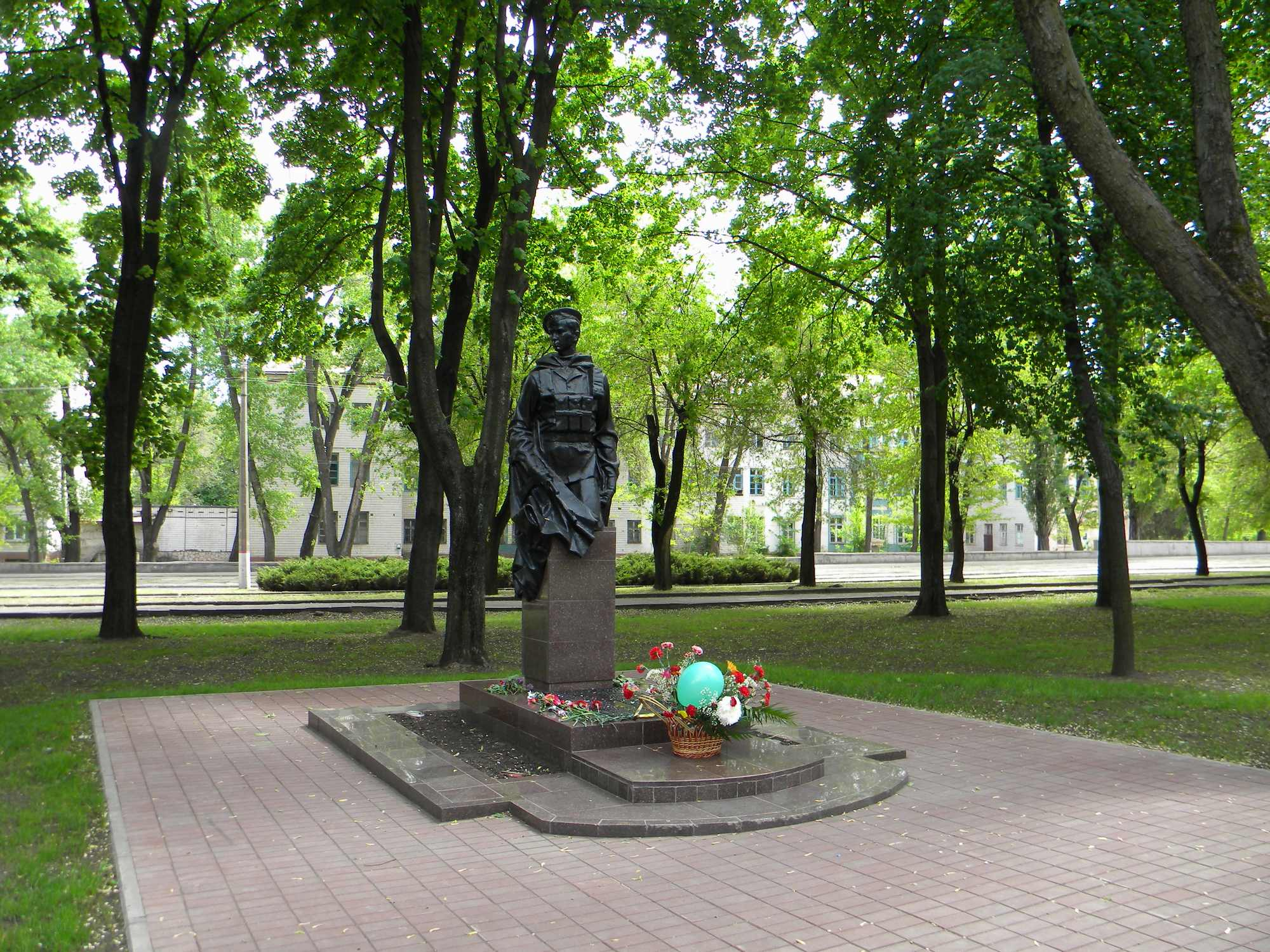
Имя на памятнике воинам-интернационалистам на Дзержинке (Кривой Рог)

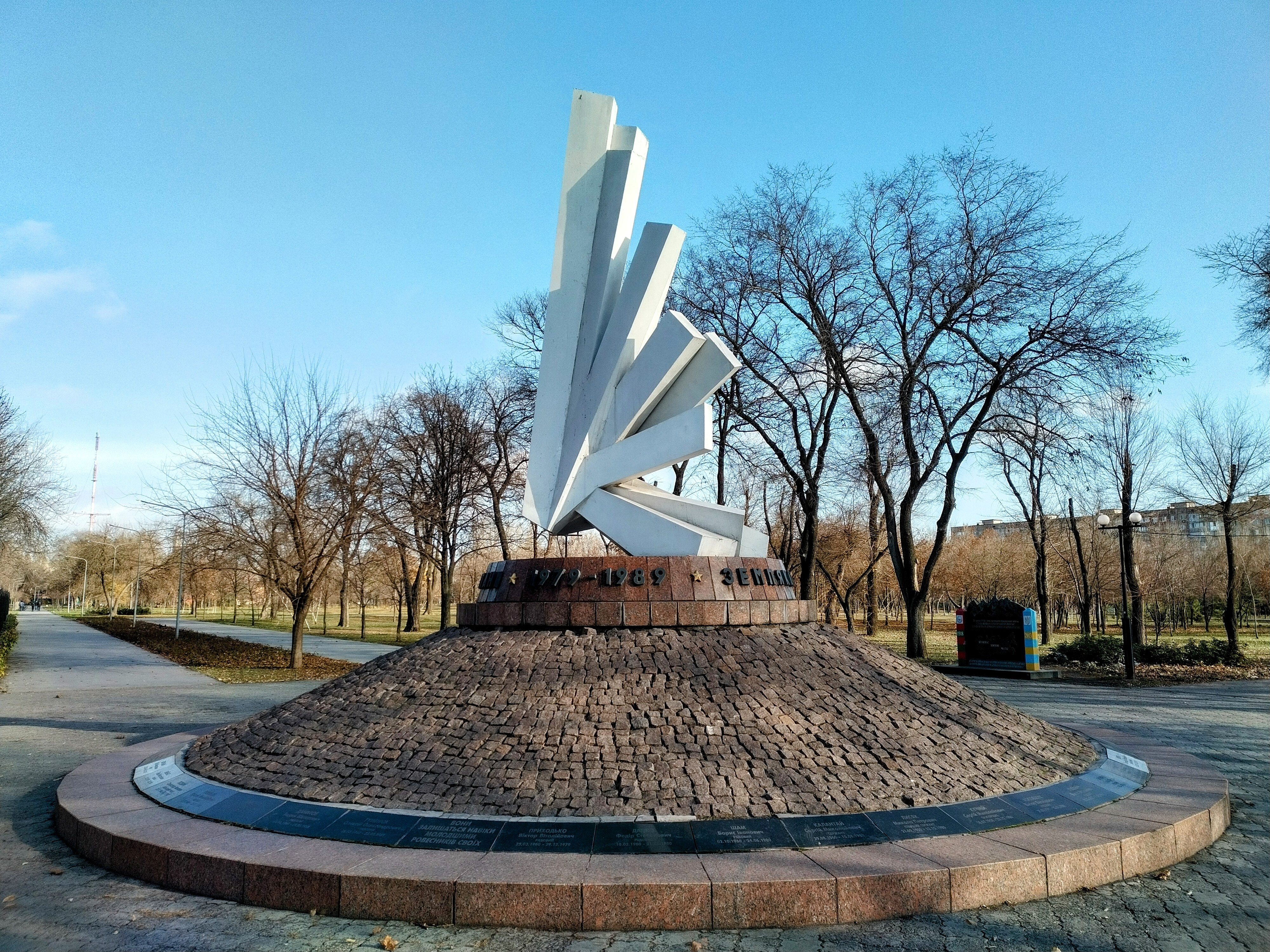
Имя на памятнике воинам-интернационалистам в Юбилейном парке (Кривой Рог)

Бураков Александр Иванович (18 мая 1961, Заря Коммунизма, Днепропетровская область — 17 января 1983, Кунар) — советский военнослужащий, рядовой, пулемётчик, участник Афганской войны.

## Биография
Родился 18 мая 1961 года в посёлке Заря Пятихатского района Днепропетровской области УССР в рабочей семье.
Окончил СПТУ, работал машинистом экскаватора в Первомайском рудоуправлении шахты «Первомайская-1» в городе Кривой Рог.
30 марта 1982 года призван в Вооружённые силы СССР Терновским районным военным комиссариатом Кривого Рога. В июле 1982 года в звании рядового направлен в состав ограниченного контингента советских войск в Афганистане, служил пулемётчиком.
17 января 1983 года при выполнении боевой задачи в провинции Кунар мотострелковая рота, в составе которой он действовал, попала в засаду. Умело используя складки местности, скрытно выдвинулся на господствующую высоту и открыл огонь. В этом бою был смертельно ранен.
Похоронен в посёлке Заря Пятихатского района Днепропетровской области.

## Награды
- Орден Красной Звезды (посмертно)[1][2].

## Память
- Имя на памятнике воинам-интернационалистам Днепропетровщины, погибшим в Афганистане (Днепр)[4];
- Имя на памятнике воинам-интернационалистам на Дзержинке (Кривой Рог);
- Имя на памятнике воинам-интернационалистам в Юбилейном парке (Кривой Рог).